# تامس گریفیت تیلر
تامس گریفیت "گریف" تیلر (به انگلیسی: Thomas Griffith "Grif" Taylor) (زادهٔ ۱ دسامبر ۱۸۸۰- مرگ ۵ نوامبر ۱۹۶۳) جغرافیدان، مردم‌شناس و جستجوگر بریتانیایی-استرالیایی بود. او از بازماندگان سفر اکتشافی نافرجام ترا نووای رابرت فالکون اسکات در جنوبگان به سال ۱۹۱۰ میلادی بود.

## زندگی
او در انگلستان زاده‌شد. در ۱۸۹۳ خانواده‌اش به نیو ساوت ولز استرالیا کوچیدند. او دانش‌آموختهٔ دانشگاه سیدنی بود. در ۱۹۱۰ با تیم اکتشافی کاپیتان اسکات و در جایگاه زمین‌شناس گروه همراهی‌جست. او در اندیشهٔ مطالعهٔ اثرگذاری آب و هوای جنوبگان بر شرایط اقلیمی استرالیا بود. دست‌آوردهای زمین‌ریخت‌شناسانه و فیزیوگرافیکی‌اش برای او در آینده مدرک دکترای دانشگاه سیدنی را به همراه آورد. او به استادی این دانشگاه رسید و در ۱۹۲۱ رئیس بخش جغرافیای این دانشگاه شد.
تیلر با سیاست استرالیای سفید دولت استرالیا -مبنی پذیرش مهاجران سفیدپوست و جلوگیری از کوچ ناسفیدپوستان بدین سرزمین- به‌طور کامل موافق نبود. او بر این باور بود که با توجه به وسعت و شرایط اقلیمی استرالیا باید از میان نژاد زرد -که به ادعای او- با شرایط محیطی بهتر کنار می‌آیند مهاجرانی را بپذیرد. دیدگاه‌های انتقادی او سبب شد تا نوشته‌هایش در مدرسه‌های استرالیای غربی از سوی دولت محلی آن بخش ممنوع شود.
از دید نژادی او بر این باور بود نژادهای سیاه و استرالیایی‌سان از تبار نئانتدرتال‌ها بوده و دچار تکامل شده‌اند. به باور وی نژاد نگریتو (سیاه‌پوستان جنوب آسیا) از تبار نئاندرتال نیستند، بلکه به‌طور مستقیم از نسل بوزینه می‌باشند. برخلاف نظر غالب در آن زمان که نژاد نوردیک را می‌ستودند، تیلر نژاد زرد را سره‌ترین نژاد می‌دانست و برتری آنان را بیشتر می‌دانست. به باور او پیشرفت نژاد اروپایی بیشتر به دلیل در دسترس بودن منابعشان بوده‌است.
در زمینهٔ زمین‌شناسی او او با نظریهٔ حرکت قاره‌ای آلفرد وگنر مخالف بود.
در ۱۹۲۷ او نخستین رئیس جامعهٔ جغرافیای نیو ساوت ولز گردید. در ۱۹۲۹ به دانشگاه شیکاگو و در ۱۹۳۶ به دانشگاه تورنتو رفت و در زمینهٔ جغرافی به استادی پرداخت.